# Alberto Barton

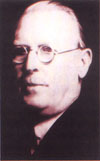
Alberto Barton

Alberto Leonardo Barton Thompson (Buenos Aires, 18 luglio 1870 – Lima, 25 ottobre 1950) è stato un medico e microbiologo peruviano che ha scoperto l'agente eziologico delle bartonellosi, un gruppo di malattie infettive causate da batteri del genere Bartonella. Tanto i batteri quanto le malattie sono stati così denominati in suo onore.

## Biografia
Quarto di nove fratelli, suo padre era un chimico farmaceutico uruguaiano, Ralph John Barton Wild, nato a Montevideo il 24 dicembre 1834, e la madre Anastasia Francisca Augusta del Sagrado Corazón de Jesús Thompson Rowe, nata a Buenos Aires il 25 dicembre 1843; entrambi di ascendenza inglese, si sposarono a Buenos Aires nel 1864 ma lasciarono l'Argentina, forse per motivi politici o forse solo economici, e si trasferirono in Perù nel 1876 stabilendosi a Lima con i loro primi cinque figli. Qui nel 1878 il padre fondò La Pureza, una piccola fabbrica a gestione familiare dedita alla produzione di sciroppi, digestivi (come il tónico Amazonas) e bevande gassate (come la Toni Kola o la Pasteurina), articoli che trovarono rapida e favorevole accoglienza non solo per la novità dei prodotti, ma soprattutto per le garanzie di sicurezza igienica fornite ai consumatori dall'adozione delle più moderne tecniche di pastorizzazione e di sterilizzazione.

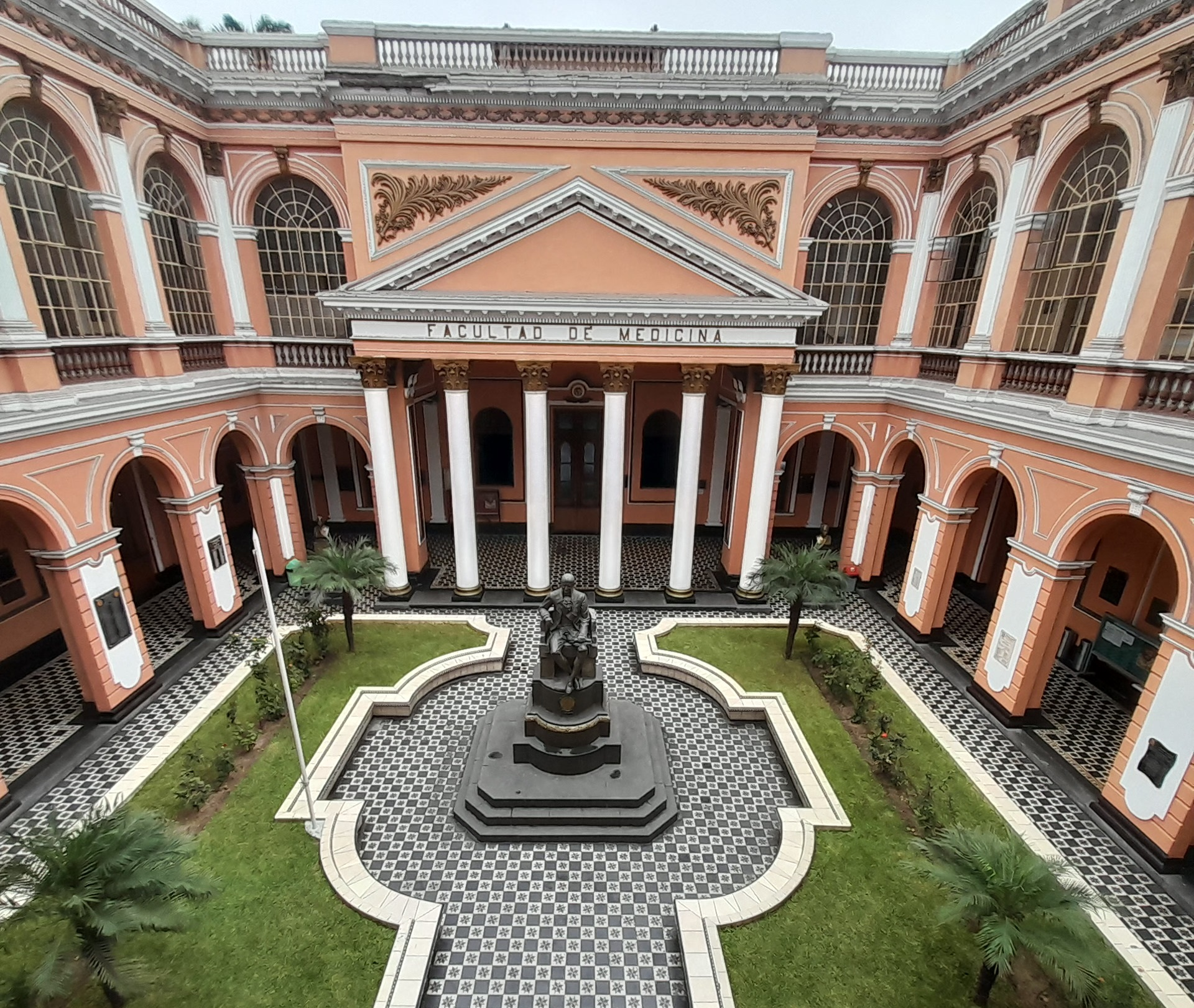
La facoltà di medicina "San Fernando" a Lima

Il giovane Alberto compì i suoi primi studi nella scuola della congregazione di Nuestra Señora de la O a Lima ma, in seguito a una malattia degli occhi, nel 1881 fu portato in Inghilterra presso uno zio per esservi operato. Dopo aver vissuto e studiato là tre anni, al suo ritorno proseguì la scuola secondaria nel Convictorio Peruano di Lima concludendola nel 1889. All'epoca, l'acutizzarsi delle crisi d'asma di cui soffriva il padre, culminate con la morte (avvenuta il 19 febbraio 1891), lo costrinsero a dedicarsi alla conduzione dell'azienda di famiglia, che solo nel 1893-1894 poté lasciare nelle mani degli altri due fratelli (tutti i nove figli avevano ereditato l'impresa, ma le sei sorelle e la madre vedova, data la struttura sociale del tempo, non vi furono mai ufficialmente coinvolte) per iscriversi alla facoltà di medicina "San Fernando" dell'Università di Lima.
Qui Barton si dedicò fin dall'inizio agli studi batteriologici, compresa la malattia della malaria o paludismo, da cui gli derivò un marcato interesse per quella che era allora conosciuta genericamente come la malattia della verruca peruviana, tanto che nel 1899 prese la decisione di effettuare il praticantato all'Ospedale Italiano Vittorio Emanuele II allo scopo di individuare i pazienti affetti da tale malattia e di esaminarne al microscopio i campioni di sangue. Fu quindi naturale che concludesse gli studi universitari laureandosi nel 1900 con una tesi sulla malattia di Carrion, El germen patógeno de la enfermedad de Carrión, senza tuttavia riuscire a determinare con precisione tale germe.

## Medico e ricercatore
Nel 1901 cominciò ad esercitare la professione medica nel centro clinico gestito da Lino Alarco Brediñana, famoso chirurgo e uomo politico del tempo. Quello stesso anno, grazie alle sue ottime valutazioni accademiche, ricevette una borsa di studio del Congresso peruviano per studiare malattie tropicali e batteriologia nelle scuole e istituti specializzati di Edimburgo e Londra, città dove venne anche nominato agente sanitario del Perù in Europa e dove scrisse un "Estudio comparativo entre el germen especifico de la enfermedad de Carrión y el bacilo coli común", pubblicato su La Crónica Médica dell'agosto 1902. Tornato a Lima, nel 1905 divenne responsabile di una sezione di medicina e direttore del laboratorio di batteriologia all'ospedale Guadalupe del Callao, dove venivano ricoverati i pazienti con la malattia di Carrion.
Qui poté dedicarsi assiduamente e con regolarità allo studio e alla cura di tale malattia, concentrando le proprie ricerche su un gruppo di 14 pazienti che ne erano affetti e giungendo ad annunciare il 5 ottobre del 1905, in una riunione scientifica, la scoperta del bacillo che la provocava. La notizia suscitò un'intensa polemica nel mondo scientifico peruviano fra sostenitori e detrattori di Barton, placatasi quando lo studioso pubblicò i risultati delle sue ricerche nel gennaio 1909 su due diverse riviste, La Crónica Médica e La Gaceta de los Hospitales, e soprattutto dopo che nel 1913 il professor Richard Strong, a capo di una commissione dell'Università di Harvard, confermò la scoperta di Alberto Barton e diede il nome di Bartonella bacilliformis all'agente eziologico della malattia di Carrion.
Successivamente Barton studiò anche altre malattie infettive, come la paragonimiasi, la leishmaniosi umana e soprattutto la brucellosi, prima di lasciare nel 1916 l'ospedale Guadalupe del Callao per passare all'attività medica privata, tornando anche a interessarsi dell'azienda familiare di bevande, divenuta nel frattempo una delle maggiori e fra le più moderne e apprezzate del paese e del Sudamerica.

## Riconoscimenti
Decorato con l'Ordine del Sole del Perù per la sua attività di ricerca, nel 1925 fu anche il primo a ricevere la laurea honoris causa presso l'Universidad Nacional Mayor de San Marcos. Venne eletto presidente dell'Accademia nazionale di Medicina nel 1937 e nel 1938, mentre nel 1941-1943 fu nominato direttore dell'Hospital Arzobispo Loayza.
Nel 2014 gli è stato intitolato un moderno complesso ospedaliero nella provincia costituzionale di Callao.